# Krzeczoty
Krzeczoty (biał. Крачаты, Kraczaty; ros. Кречеты, Krieczety) – wieś na Białorusi, w obwodzie mińskim, w rejonie stołpeckim, w sielsowiecie Naliboki, na obrzeżach Puszczy Nalibockiej i nad Szurą.

## Historia
W dwudziestoleciu międzywojennym wieś i folwark leżące w Polsce, w województwie nowogródzkim, w powiecie stołpeckim, w gminie Naliboki. W 1921 wieś liczyła 231 mieszkańców, zamieszkałych w 46 budynkach, wyłącznie Polaków. 230 mieszkańców było wyznania rzymskokatolickiego i 1 prawosławnego. Folwark liczył zaś 11 mieszkańców, zamieszkałych w 2 budynkach, wyłącznie Polaków wyznania rzymskokatolickiego.
W czasie II wojny światowej 1 mieszkaniec miejscowości dołączył do Zgrupowania Stołpeckiego Armii Krajowej. W 1943 w ramach operacji Hermann wieś została spacyfikowana i zniszczona przez Niemców.
Po II wojnie światowej w granicach Związku Sowieckiego. Od 1991 w niepodległej Białorusi.